# AC50
Pour les articles homonymes, voir ACC.
L’ AC50, aussi dénommé dans les règles de la Coupe de l’America : AC Class yacht ou ACC, est une classe de catamaran spéciale, à voilure en forme d’aile, utilisés dans la Louis Vuitton Cup 2017 et l'America's Cup 2017.

## Description
Comme les plus gros AC72 utilisés dans la Coupe de l'America en 2013, les AC50 utilisaient des stabilisateurs en dérive en forme de L ainsi que des élévateurs de gouvernail en forme de T capables de générer suffisamment de portance pour permettre aux bateaux de quitter le mode de déplacement sous des vents de plus de 7 nœuds. 
Des versions prototypes de traverses, ailes de voilure, appendices, ainsi que de systèmes de direction et d'ajustage avaient été testées par tous les syndicats sur les plates-formes AC45 en tant que yachts de substitution avant la construction de leur AC50. La classe permettait le contrôle hydraulique des ailes et des appendices. L'automatisation des moteurs et des ordinateurs a été interdite dans la classe. Chaque équipe challenger n’a été autorisée à construire qu’un AC50 pour la compétition et seulement six bateaux ont été construits. 
La classe a atteint une vitesse maximale de 47,2 nœuds au dessus de l'eau, enregistrée par télémétrie ACRM à bord du Magic Blue. Le vainqueur de la classe, navigué par la Team New-Zealand, a présenté un stabilisateur polyédrique distinct. 
La conception de l’AC50 a été développée pour devenir la classe monotype F50 utilisée pour la compétition SailGP. 